# كيربي آند ذا فورغتن لاند
كيربي آند ذا فورغتن لاند (بالإنجليزية: Kirby and the Forgotten Land)‏ هي لعبة من تطوير شركة هال لابوراتوري ونشر شركة نينتندو. صدرت اللعبة في 25 مارس 2022 حصرياً على جهاز نينتندو سويتش.